# Albumy numer jeden w roku 2014 (Węgry)
Rok 2014 był dwudziestym piątym, w którym funkcjonowała lista najlepiej sprzedających się albumów na Węgrzech, Top 40 album-, DVD- és válogatáslemez-lista.

## Historia notowania
| Data publikacji | Album                             | Wykonawca           | Źródło |
| --------------- | --------------------------------- | ------------------- | ------ |
| 30 grudnia      | Unorthodox Jukebox                | Bruno Mars          | [ 1 ]  |
| 6 stycznia      | A világ összes kincse             | Sárik Péter Trio    | [ 2 ]  |
| 13 stycznia     | Darabok                           | Vad Fruttik         | [ 3 ]  |
| 20 stycznia     | A legjobb méreg                   | Tankcsapda          | [ 4 ]  |
| 27 stycznia     | A legjobb méreg                   | Tankcsapda          | [ 5 ]  |
| 3 lutego        | Conecto                           | Csaba Vastag        | [ 6 ]  |
| 10 lutego       | Conecto                           | Csaba Vastag        | [ 7 ]  |
| 17 lutego       | Conecto                           | Csaba Vastag        | [ 8 ]  |
| 24 lutego       | Conecto                           | Csaba Vastag        | [ 9 ]  |
| 3 marca         | This Moment Will Soon Be Gone     | Subscribe           | [ 10 ] |
| 10 marca        | Tündérország                      | Zsuzsa Koncz        | [ 11 ] |
| 17 marca        | Kiss Me Once                      | Kylie Minogue       | [ 12 ] |
| 24 marca        | Kiss Me Once                      | Kylie Minogue       | [ 13 ] |
| 31 marca        | Kiss Me Once                      | Kylie Minogue       | [ 14 ] |
| 7 kwietnia      | Még nem éden                      | Kowalsky meg a Vega | [ 15 ] |
| 14 kwietnia     | Még nem éden                      | Kowalsky meg a Vega | [ 16 ] |
| 21 kwietnia     | Még nem éden                      | Kowalsky meg a Vega | [ 17 ] |
| 28 kwietnia     | Karcolatok 20 – Jubileumi koncert | Ákos                | [ 18 ] |
| 5 maja          | Karcolatok 20 – Jubileumi koncert | Ákos                | [ 19 ] |
| 12 maja         | Karcolatok 20 – Jubileumi koncert | Ákos                | [ 20 ] |
| 19 maja         | Ghost Stories                     | Coldplay            | [ 21 ] |
| 26 maja         | Ghost Stories                     | Coldplay            | [ 22 ] |
| 2 czerwca       | Ghost Stories                     | Coldplay            | [ 23 ] |
| 9 czerwca       | Még nem éden                      | Kowalsky meg a Vega | [ 24 ] |
| 16 czerwca      | The Hunting Party                 | Linkin Park         | [ 25 ] |
| 23 czerwca      | The Hunting Party                 | Linkin Park         | [ 26 ] |
| 30 czerwca      | Ghost Stories                     | Coldplay            | [ 27 ] |
| 7 lipca         | Még nem éden                      | Kowalsky meg a Vega | [ 28 ] |
| 14 lipca        | Még nem éden                      | Kowalsky meg a Vega | [ 29 ] |
| 21 lipca        | Ghost Stories                     | Coldplay            | [ 30 ] |
| 28 lipca        | Még nem éden                      | Kowalsky meg a Vega | [ 31 ] |
| 4 sierpnia      | Még nem éden                      | Kowalsky meg a Vega | [ 32 ] |
| 11 sierpnia     | Még nem éden                      | Kowalsky meg a Vega | [ 33 ] |
| 18 sierpnia     | Még nem éden                      | Kowalsky meg a Vega | [ 34 ] |
| 25 sierpnia     | Még nem éden                      | Kowalsky meg a Vega | [ 35 ] |
| 1 września      | Még nem éden                      | Kowalsky meg a Vega | [ 36 ] |
| 8 września      | Még nem éden                      | Kowalsky meg a Vega | [ 37 ] |
| 15 września     | Egypár barát – Aréna 2014         | Zorán               | [ 38 ] |
| 22 września     | Igazán EP                         | Ákos                | [ 39 ] |
| 29 września     | A folyamat zajlik…                | Depresszió          | [ 40 ] |
| 6 października  | Igazán EP                         | Ákos                | [ 41 ] |
| 13 października | Urai vagyunk a helyzetnek         | Tankcsapda          | [ 42 ] |
| 20 października | Urai vagyunk a helyzetnek         | Tankcsapda          | [ 43 ] |
| 27 października | Urai vagyunk a helyzetnek         | Tankcsapda          | [ 44 ] |
| 3 listopada     | Társasjáték                       | Hooligans           | [ 45 ] |
| 10 listopada    | Urai vagyunk a helyzetnek         | Tankcsapda          | [ 46 ] |
| 17 listopada    | Urai vagyunk a helyzetnek         | Tankcsapda          | [ 47 ] |
| 24 listopada    | Listen                            | David Guetta        | [ 48 ] |
| 1 grudnia       | Urai vagyunk a helyzetnek         | Tankcsapda          | [ 49 ] |
| 8 grudnia       | Csak a név számít                 | Dynamic             | [ 50 ] |
| 15 grudnia      | Csak a név számít                 | Dynamic             | [ 51 ] |
| 22 grudnia      | A Játékkészítő                    | muzyka musicalowa   | [ 52 ] |